# Microchilus ovatus
Microchilus ovatus là một loài thực vật có hoa trong họ Lan. Loài này được (Lindl.) D.Dietr. mô tả khoa học đầu tiên năm 1852.